# Gibson Guitar Corporation
Gibson Guitar Corporation, američka tvrtka iz grada Nashville, Tennessee koja se bavi izradom glazbenih instrumenata, a najpoznatija je po svojim gitarama.
Tvrtka proizvodi gitare i pod drugim brandovima kao što su Epiphone, Kramer, Valley arts, Tobias, Steinberger, i Kalamazoo. 
Uz gitare tvrtka prizvodi i klavire, brand Baldwin unit, zatim bubljeve Slingerland drums, i pojačala Trace Elliot amplifiers, kao i još neke potrošne materijale za glazbenike.

## Povijest
Orville Gibson (rođen 1856.g. u gradu Chateaugay, američka savezna država New York) počeo je 1894.g. izrađivati mandoline u gradu Kalamazoo, Michigan. Mandoline koje je on proizvodio razlikovale su se od ostalih po obliku. Prijašnji modeli mandolina imali su ravan drveni pokrov, dno poput mjeha 
(kao kod lutnje) sačinjeno od više ravnih traka od drveta, dok su kod Gibsonovih mandolina pokrov i dno napravljeni od jednog ravnog komada drveta svaki, a strane od komada zakrivljenog drveta. Prijašnji modeli su bili vrlo krhki i nestabilni, dok je novi model bio čvršći, davao bolji zvuk i lakše ga je bilo izraditi.
1898. g. Orville je patentirao svoj izum, a 1902.g. osnovao tvrtku "Gibson Mandolin-Guitar Mfg. Co, Ltd". 1920-ih i 1930-ih Gibsonova tvrtka zaslužna je za mnoge inovacije u dizajnu gitara, i ubrzo je postalo jedan od najvećih proizvođača gitara, a posebno je bio uspješan njihov model Gibson L5. 1936. g. predstavili su svoju prvu "električnu španjolsku" gitaru model Gibson ES-150, danas poznatu kao prvi komercijalno uspješni model električne gitare.
1950. g. nakon tržišnog uspjeha modela Fender Telecaster tvrtke Fender Musical Instruments Corporation, tvrtka Gibson je prešla na proizvodnju modela izrađenih od jednog komada drveta. Nakon što su dizajnirali svoju prvu takvu gitaru, tvrtka je potpisala sponzorski ugovor s glazbenikom Les Paulom, čije bi ime nosio novi model. Taj model, Gibson Les Paul standard je najpopularniji model tvrtke. 
U kasnim 1960-im tvrtku je kupila korporacija Norlin, nakon čega je kvaliteta proizvoda i uspjeh tvrtke lagano padao.
Između 1974. i 1984. g. tvrtka seli proizvodnju gitara iz Kalamazooa u Neshville, ne bi li povećala zaradu. 1986. g. posrnulu tvrtku kupuju Henry E. Juszkiewicz, David H. Berryman i Gary A. Zebrowski koji je ponovno čine uspješnom i profitabilnom.

## Wiki poveznice
- Popis proizvoda tvrtke Gibson Guitar Corporation

## Vanjske poveznice
- (engl.)Službene internet stranice, Gibson Guitar Company